# Digimon Xros Wars
Digimon Xros Wars (デジモンクロスウォーズ Dejimon Kurosu Wōzu), hay còn gọi là Digimon Fusion là loạt phim anime thứ sáu trong Digimon được sản xuất bởi Toei Animation. Phim được phát sóng tại Nhật Bản từ 6 tháng 7 năm 2010 đến 21 tháng 3 năm 2012. Phim gồm ba mùa, mùa 2 mang tên Aku no Desu Jeneraru to Nanajin no Ōkoku (悪のデスジェネラルと七人の王国 (Tà ác Đích Tử vong chỉ huy Quan dữ Thất cá Vương quốc)) và mùa 3 mang tên Toki o Kakeru Shōnen Hantā-tachi (時を駆ける少年ハンターたち (Xuyên việt Thời không đích Thiếu niên Liệp nhân môn)). Nội dung phim kể về hành trình của Xros Heart do Taiki đứng đầu cùng sự liên minh với Blue Faire của Kiriha giải phóng mọi vùng đất ở thế giới kĩ thuật số từ tay Barga Amry do Bagramon cầm đầu trong hai mùa đầu tiên, sau đó là sự đồng hành cùng những thợ săn Digimon từ những thành viên của liên quân này.

## Sản xuất

### Anime
Digimon Tamers được sản xuất bởi Toei Animation với 79 tập với 30 tập ở mùa 1, 24 tập ở mùa 2 và 25 tập ở mùa 3, được phát sóng trên TV Asahi tại Nhật Bản từ từ 6 tháng 7 năm 2010 đến 21 tháng 3 năm 2012. Ca khúc mở đầu mùa 1 là "Never Give Up!" (ネバギバ! Neba Giba!) của Sonar Pocket, mùa 2 và 3 lần lượt là "New World" và "STAND UP" của Twill. Nhạc lồng trong phim gồm 11 bài: "WE ARE Xros Heart" (WE ARE クロスハート! WE ARE Kurosu Hāto!), "X4B THE GUARDIAN" và "Sora Mau Yuusha! X5" (空舞う勇者!×5 Sora Mau Yūsha! Kurosu Faibu) của Wada Kouji, "Blazing Blue Flare" của Takatori Hideaki, "Dark Knight ~Fujimi no Ouja~" (DARK KNIGHT～不死身の王者～ Dark Knight ~Fujimi no Ōja~) của Takayoshi Tanimoto, "Evolution & DigiXros ver. TAIKI" của Wada Kouji và Takayoshi Tanimoto, "Evolution & DigiXros ver. KIRIHA" của Takayoshi Tanimoto và Wada Kouji, "WE ARE Xros Heart ver. X7" (WE ARE クロスハート! ver. X7 WE ARE Kurosu Hāto! ver. X7) của Wada Kouji, Takayoshi Tanimoto và Miyazaki Ayumi, "Tagiru Chikara!" (タギルチカラ!) của Psychic Lover, "Shining Dreamers" của Iwasaki Takafumi và "Legend Xros Wars" (レジェンド・クロスウォーズ Rejendo Kurosu Wōzu) của YOFFY và Iwasaki Takafumi.

### Phân vai lồng tiếng
| Nhân vật            | Diễn viên lồng tiếng Nhật | Diễn viên lồng tiếng Anh |
| ------------------- | ------------------------- | ------------------------ |
| Kudou Taiki         | Takayama Minami           | Nicolas Roye             |
| Hinomoto Akari      | Shiraishi Ryoko           | Colleen O'Shaughnessey   |
| Mervamon            | Shiraishi Ryoko           | Tara Platt               |
| Opossumon           | Shiraishi Ryoko           |                          |
| Tsurugi Jenzirou    | Kishio Daisuke            | Derek Stephen Prince     |
| MaidBirdramon       | Kishio Daisuke            | Patrick Seitz            |
| Dracmon             | Kishio Daisuke            |                          |
| Aonuma Kiriha       | Kusao Takeshi             | Vic Mignogna             |
| Greymon             | Kusao Takeshi             | Kyle Hebert              |
| Ballistamon         | Kusao Takeshi             | Steve Staley             |
| Shoutmon            | Sakamoto Chika            | Benjamin Diskin          |
| Cutemon             | Kuwashima Houko           | Benjamin Diskin          |
| Amano Nene          | Kuwashima Houko           | Melissa Fahn             |
| Tobari Ren          | Kuwashima Houko           |                          |
| Amano Yuu           | Oki Kanae                 | Cindy Robinson           |
| Akashi Tagiru       | Inoue Marina              |                          |
| Mogami Ryouma       | Kakihara Tetsuya          |                          |
| Suzaki Airu         | Han Megumi                |                          |
| Dorulumon           | Sakurai Takahiro          | Kyle Hebert              |
| Psychemon/Quartzmon | Sakurai Takahiro          |                          |
| Sparrowmon          | Kikichi Kokoro            | Michelle Ruff            |
| Damemon             | Kikuchi Masami            | Michael Sorich           |
| Gumdramon           | Watanabe Kumiko           |                          |